# Cinturão mineiro

Esta categoria reúne artigos sobre  Geologia.
O Cinturão Mineiro corresponde a uma faixa orogênica de idade paleoproterozóica de direção geral NE-SW que bordeja o sul do Cráton do São Francisco.
Possui aproximadamente 180km de extensão e 50 km de largura, e está localizado em porção à sudoeste da região do depósito de ferro de classe mundial do Quadrilátero Ferrífero, estado de Minas Gerais. Tem suas imediações a cidade de Conselheiro Lafaiete, a norte, e o município de Lavras, a sul.

Contexto Geotectônico Regional: Componentes do embasamento e mapa geológico do extremo sul do CSF

O termo “Cinturão Mineiro” foi introduzido por Teixeira (1985), para designar um conjunto de plútons paleoproterozóicos, de composição félsica à intermediária, intrudidos em ampla sequência de greenstone belts situados às bordas dos núcleos arqueanos, ao sul do Quadrilátero Ferrífero. Com o tempo diversos autores contribuíram para ampliar o conhecimento a cerca desse cinturão.
O cinturão mineiro pode ser dividido por alguns lineamentos em terrenos geologicamente distintos. O primeiro corresponde ao Lineamento Jeceaba-Bom Sucesso (LJBS), que ocorre na porção norte e separa terrenos compostos por gnaisses arqueanos do Complexo Bonfim e rochas paleoproterozóicas do Cinturão Mineiro. Ele possui direção NE-SW e é caracterizado por estruturas de campo que apresentam componentes de cisalhamento sinistrais. A leste existe o Lineamento Congonhas-Itaverava (LCI) e separa rochas arqueanas a paleoproterozóicas do Complexo Santo Antônio do Pirapetinga das rochas metavulcanossedimentares e plútons paleoproterozóicos do Cinturão Mineiro. A direção desse lineamento é NW-SE e as zonas de cisalhamento possuem o componente dextral predominante. Além destes, a extremidade sul do Cinturão Mineiro é limitada por um terreno metamórfico de alto grau indiferenciado pertencente ao Cinturão Ribeira (Teixeira et al., 2015).
A formação do Cinturão Mineiro é interpretada como uma acreção de arcos de ilhas e arcos continentais ativos durante o Paleoproterozoico, resultando na gênese de rochas com idades entre 2,46 a 2,09 Ga, tais como ortognaisses e metavulcanossedimentares que, posteriormente, foram intrudidas por granitoides. Os trabalhos realizados no Cinturão Mineiro permitem interpretar que a aglutinação do cinturão se deu por meio da construção de três arcos magmáticos, em ambiente oceânico e continental.
O metamorfismo regional das diferentes unidades litoestratigráficas do cinturão é predominantemente de baixo a médio grau, compatível com as fácies xisto verde a anfibolito. No entanto, também ocorre um metamorfismo de alto grau, que pode ser representado pela fácies granulito (Toledo, 2002; Cherman, 2004; Ávila et al., 2010). (Noce et al. 2007, Seixas et al. 2012, Moreira et al. 2018).
Já a evolução do Cinturão Mineiro está intimamente relacionada à Orogenia Transamazônica, cujos processos compressivos produziram um extraordinário volume de rochas ígneas ácidas de composição metaluminosa a peraluminosa e de tendência calcioalcalina (Ribeiro et al., 1995). 

## Estratigrafia

Mapa geológico simplificado da região do Quadrilátero Ferrífero e Cinturão Mineiro. a) Localização do Quadrilátero Ferrífero e Cinturão Mineiro na borda sudeste do Cráton São Francisco. b) Relação espacial entre Quadrilátero Ferrífero, a norte, e Cinturão Mineiro, a sul, marcado pelo polígono em vermelho. c) Mapa geológico com as principais unidades litoestratigráficas do Cinturão Mineiro

O Cinturão Mineiro compreende diferente tipos de ortognaisses Paleoproterozóicos (trondhjemito, granodiorito, granito), corpos ígneos indeformados (gabro, diorito, granito) e sequências supracrustais. Com base em Vieira et al. (2019), a aglutinação do Cinturão Mineiro pode ser atribuída a três arcos magmáticos, correlacionados, pelo espectro de idades, à orogênese Transamazônica.
O primeiro arco pode ser subdividido nas sequências: Restinga de Baixo (características químicas relacionadas a MORB), Resende Costa (ortognaisses de caráter cálcio-alcalino, metaluminoso a peraluminoso) e Lagoa Dourada (uma suíte subalcalina a cálcio-alcalina, metaluminoso a peraluminoso). Já o segundo arco é representado pelas sequências: Rio das Mortes (com características químicas relacionadas a MORB), Alto Maranhão (uma suíte cálcio-alcalina, TTG de alto Al, metaluminoso) e Ritápolis (um metagranitoide cálcio-alcalino, metaluminoso a peraluminoso). Por último, o terceiro arco magmático tem como sequências características: Nazareno/Dores do Campo (afinidade MORB e komatiitos depletados em alumínio) e Serrinha-Tiradentes (suítes cálcio-alcalino, metaluminoso e peraluminoso).
Quanto à estratigrafia do Cinturão Mineiro propriamente dita, Vieira et al. (2019) sugere a divisão em 4 unidades supracrustais paleoproterozóicas: Nazareno, Dores do Campo, Rio das Mortes e Congonhas-Itaverava.
- Congonhas-Itaverava: é uma sequência metavulcanossedimentar que está sob condições de metamorfismo de fácies xisto verde e é intrudida pelo Plúton Congonhas. Da base para o topo apresenta rochas máficas e ultramáficas (komatiitos); formações ferríferas bandadas, mármores e pelitos; grauvacas e folhelhos negros. Deve representar um ambiente intra-oceânico.

- Rio das Mortes: subdividida, da base para o topo, em unidades metamáficas/metaultramáficas (anfibolito cinza-escuro, fino a médio, foliado e com intercalações de gnaisse bandado – tipo TTG), Formação Lafaiete (sequência siliciclástica de metagrauvaca-argilito) e a Formação Santo Amaro (quartzitos sericíticos associados a filitos).

- Nazareno: composta principalmente por rochas máficas e ultramáficas, caracterizada por metakomatiitos com textura spinifex nas porções basais da unidade. Nas seções intermediárias e superiores ocorrem anfibolitos (metabasaltos), filitos, quartzitos e gonditos.

- Dores do Campo: composta essencialmente de anfibolitos, filitos, gonditos e quartzitos, além de rochas metaultramáficas na base da sequência.

Benedito (2020) ainda acrescenta as unidades intrusivas compostas por rochas graníticas do paleoproterozoico: Batólito Cassiterita, Suíte Resende Costa, Suíte Lagoa Dourada, Suíte Serrinha-Tiradentes, Plúton Congonhas, Batólito Ritápolis e Suíte Alto Maranhão.
- Batólito Cassiterita: é o corpo plutônico mais antigo da região até o momento. Segundo datações em U-Pb o batólito pode ter cerca de 2472-2414 Ma (Barbosa 2015[12]). Suas rochas são basicamente tonalito e trondhjemito, contém alguns xenólitos de rochas máficas e ultramáficas, além de ser intrudido por granitoides e pegmatitos.

- Suíte Resende Costa: formada por ortognaisses peraluminosos, assembleias tipo TTG e anfibolitos.

- Suíte Lagoa Dourada: ocorre como uma intrusão de aproximadamente 18 km de extensão e 8km de largura na porção central do Cinturão Mineiro, sendo composta por biotita trondhjemito e tonalitos da série biotita-hornblenda.

- Suíte Serrinha-Tiradentes: de pequena extensão, representam plútons e rochas vulcânicas que intrudem as unidades supracrustais. A Suíte Serrinha apresenta rochas vulcânicas e sub vulcânicas como dacitos e granófiros. Já a Suíte Tiradentes compreende rochas como andesitos, dacitos e granófiros associados a rochas metassedimentares.

- Plúton Congonhas: compreende rochas de composição granodiorítica a trondhjemítica.

- Batólito Ritápolis: ocupando a porção central do Cinturão Mineiro e correspondendo à maior intrusão deste, o Batólito Ritápolis é composto por rochas como leucogranitos, granodioritos e tonalitos foliados. Apresenta também diques pegmatíticos e xenólitos provenientes das rochas encaixantes.

- Suíte Alto Maranhão: composto predominantemente por tonalitos foliados, esta suíte ainda apresenta enclaves máficos e mistura magmática difusa. Intrude sequências vulcanossedimentares da porção nordeste do Cinturão Mineiro.

## Estruturas
A geologia estrutural do Cinturão Mineiro, localizado na porção central do estado de Minas Gerais, é caracterizada por uma complexa história de deformação e importante atividade tectônica. Neste contexto, destacam-se os lineamentos Congonhas-Itaverava e Jaceaba-Bom Sucesso, bem como a Zona de Cisalhamento do Lenheiro, que desempenham papéis significativos na evolução estrutural da região.
O lineamento Congonhas-Itaverava, conforme estudado por Toledo (2002), se estende por aproximadamente 60 km na direção nordeste-sudoeste, acompanhando a borda leste do Quadrilátero Ferrífero. Esse lineamento é caracterizado por uma sequência de rochas metavulcânicas e metassedimentares dobradas e fraturadas, apresentando um padrão de deformação principal de dobramentos em uma escala regional. Essa fase deformacional está relacionada ao evento tectônico denominado Brasiliano, que ocorreu durante o ciclo orogênico Brasiliano-Pan-Africano, entre 750 e 550 milhões de anos atrás.
Já o lineamento Jaceaba-Bom Sucesso, de acordo com estudos de Campos (2004), corta transversalmente o Cinturão Mineiro, estendendo-se por aproximadamente 90 km no sentido noroeste-sudeste. Esse lineamento é caracterizado por uma zona de cisalhamento de direção principal noroeste-sudeste, com movimentação destral. Essa estrutura apresenta evidências de intensa deformação tectônica, como dobramentos, falhas e zonas de cisalhamento associadas. A fase deformacional associada ao lineamento Jaceaba-Bom Sucesso é atribuída ao evento tectônico Brasiliano, ocorrido no mesmo período mencionado anteriormente.
Por sua vez, a Zona de Cisalhamento do Lenheiro, conforme mencionado por Gomes et al. (2010), tem direção aproximada de Leste-Oeste que afeta as rochas do Cinturão Mineiro. Essa zona de cisalhamento é caracterizada por uma série de falhas e fraturas, indicando intensa deformação tectônica. A fase deformacional associada à Zona de Cisalhamento do Lenheiro é atribuída a eventos tectônicos posteriores ao evento Brasiliano.
Em síntese, o Cinturão Mineiro apresenta uma geologia estrutural complexa, com a presença de dobras, falhas e zonas de cisalhamento, que desempenham um papel fundamental na concentração de minerais economicamente importantes. O estudo dessas estruturas e sua relação com os depósitos minerais tem impulsionado a atividade de exploração mineral na região, sendo essencial para o entendimento e aproveitamento de seus recursos geológicos.

## Metamorfismo
De acordo com estudos realizados por Toledo (2002), o metamorfismo no Cinturão Mineiro é predominantemente de baixo a médio grau, variando de condições anquizonais a epizonais. Essas condições metamórficas indicam temperaturas moderadas, geralmente entre 200°C e 600°C, e pressões que variam de 1 a 8 kbar. No entanto, também são encontradas fácies de alto grau em algumas áreas, com temperaturas superiores a 700°C e pressões acima de 8 kbar.
A compreensão das fácies de metamorfismo no Cinturão Mineiro tem sido amplamente embasada em estudos mineralógicos e petrográficos detalhados. Cherman (2004) destaca a presença de fácies como xisto verde, anfibolito, granulito, entre outras, que refletem diferentes condições de pressão e temperatura durante o processo metamórfico.
A fácies de xisto verde é uma das fácies mais comuns no Cinturão Mineiro. Essa fácies é caracterizada pela presença de minerais como clorita, biotita, albita e epidoto. Ela indica condições metamórficas de baixo a médio grau, com temperaturas entre 200°C e 400°C e pressões de 1 a 4 kbar. Essa fácies é encontrada em rochas sedimentares e vulcânicas metamorfizadas, sendo comumente associada a zonas de cisalhamento e fraturas nas rochas.
A fácies de anfibolito no Cinturão Mineiro é caracterizada pela presença de minerais como hornblenda, plagioclásio e feldspato potássico. Essa fácies indica condições metamórficas de médio a alto grau, com temperaturas entre 500°C e 700°C e pressões variando de 4 a 8 kbar. Essa fácies é frequentemente observada em rochas metavulcânicas e metassedimentares que foram submetidas a intensas deformações tectônicas.
Além disso, o Cinturão Mineiro também apresenta fácies de alto grau, como a fácies de granulito. Essa fácies é caracterizada pela presença de minerais como granada, ortopiroxênio e clinopiroxênio. Indica condições metamórficas de alto grau, com temperaturas acima de 700°C e pressões entre 8 a 12 kbar. Essa fácies está associada a metamorfismo de rochas ígneas de composição máfica a ultramáfica, como gabros e peridotitos.
É importante ressaltar que as fácies de metamorfismo no Cinturão Mineiro não ocorrem isoladamente, mas estão interligadas em zonas de transição. Essas zonas de transição são áreas onde as condições metamórficas mudam gradualmente de uma fácies para outra, refletindo uma evolução temporal e espacial complexa durante a história geológica da região.

## Recursos Minerais
O Cinturão Mineiro remobilizou de modo extensivo o núcleo arqueano, nele produzindo estruturas como domos e quilhas, metamorfismo regional, além de outras feições tectônicas reflexas (Alkmim & Marshak, 1998), e que estão tipificadas na região do Quadrilátero Ferrífero. Esta região é reconhecida mundialmente pelas mineralizações de ouro em rochas arqueanas do tipo greenstone belt e de ferro em rochas supracrustais (BIFs) associadas temporalmente ao limiar do Paleoproterozoico (e.g. Alkmim & Noce, 2006).
Além disso, ao longo do lineamento Congonhas-Itaverava ocorrem importantes depósitos de Au hospedados em sequências metavulcanossedimentares (Seixas 1988) e associados com o desenvolvimento de amplas zonas de cisalhamento regionais. As mineralizações auríferas no LCI podem ser classificadas como pertencentes a categoria ouro orogênico, por estarem hospedadas em uma a zonas de cisalhamento e serem sincrônicas à atividade de estruturas de caráter compressivo (Côrrea Neto et al. 2012), possivelmente durante a Orogenia Riaciana. Entretanto, os depósitos de Au localizados no Cinturão Mineiro, ao longo do Lineamento Congonhas-Itaverava, ainda são pouco conhecidos do ponto de vista de sua evolução geológica e metalogenética (Côrrea Neto et al. 2012).

## Evolução Geológica

Modelo de Evolução Geológica para o Cinturão Mineiro a partir de acresções de arcos magmáticos (Produzido por Barbosa, 2015).

O Cinturão Mineiro, formado durante o Paleoproterozóico, guarda a história geológica de várias fases de um Ciclo de Wilson que ocorreu entre 2,46 e 2,09 bilhões de anos atrás. Esse ciclo envolveu processos como subducção, geração de rochas e processos acrescionários, que levaram ao espessamento da crosta arqueana (Barbosa, 2015). A evolução do Cinturão Mineiro foi responsável pela formação predominantemente de rochas do tipo cálcio-alcalinas, que surgiram a partir da mistura de componentes principalmente do manto terrestre (Ávila, 2000; Noce et al., 2000).
As propostas mais recentes para o contexto geológico do Cinturão Mineiro (Barbosa, 2015) envolvem três estágios evolutivos principais de geração e acresção de arcos juvenis magmáticos, tanto oceânicos quanto continentais. Esses arcos foram formados em períodos e locais distintos. Esses estágios estão relacionados ao evento Orogênico Transamazônico, que consiste na sucessão de dois eventos tectônicos compressionais e dois eventos tectônicos extensionais sobrepostos (Marshak et al., 1992). 

### Estágio 1
O primeiro estágio evolutivo ocorreu no período que vai de 2,47 Ga a 2,22 Ga e envolve a geração do Arco Resende Costa e do Arco Serrinha, ambos em um ambiente intra-oceânico.
A evolução tectônico-magmática do Arco Resende está relacionado à formação de três segmentos em diferentes períodos: o segmento mais antigo foi gerado de forma distal ao embasamento arqueano do Quadrilátero Ferrífero e é representado pelos ortognaisses do batólito Cassiterita, formados entre 2,47 e 2,41 Ga (Barbosa, 2015), possuindo uma composição tonalítica-granodiorítica. Os dois segmentos mais jovens são relacionáveis entre si, visto que as rochas da Suíte Lagoa Dourada, formada entre 2,36 e 2,35 Ga (Seixas et al., 2012) serviram como protólito para a formação do segmento representado pelo Ortognaisse Rezende da Costa de idade que varia entre 2,35 e 2,32 Ga (Teixeira et al., 2015). É importante salientar que os segmentos do Arco Resende Costa também estão tectonicamente ligados aos cinturões Mantiqueira e Juiz de Fora e sua formação ocorreu ao mesmo tempo dos eventos que levaram à deposição carbonática no Supergrupo Minas.
Já a evolução tectônico-magmática do Arco Serrinha, gerado entre 2,23 e 2,20 Ga (Ávila et al., 2018) em um ambiente, também, intra-oceânico, envolve a formação de rochas vulcânicas, como andesitos e dacitos, e rochas subvulcânicas datadas do Período Riácico, sendo exemplos dessas litologias os granófiros, tonalitos, quartzo dioritos e granodioritos. É importante ressaltar que os arcos Resende e Serrinha possuem diferenças muito evidentes relacionada ao nível crustal e à datação.

### Estágio 2
O segundo estágio evolutivo ocorreu no período que vai de 2,17 a 2,09 Ga e está relacionado à subducção do oceano sideriano e à formação do Arco Ritápolis.
O Arco Ritápolis representa o arco de origem continental do Cinturão Mineiro e é o mais recente dentre os três arcos. As rochas das quais ele é composto evidenciam a dominância de um plutonismo mais félsico, característico do período de tempo que ele foi formado entre 2,19 e 2,11 Ga (Ávila et al., 2018). Ele é composto principalmente por gnaisses, dioritos, granodioritos e granitos. Nos estudos de Ávila et al., 2018 foi indicado uma grande contribuição crustal na formação do arco, isso serviu, portanto, como base para a determinação desse arco ter sido gerado em um ambiente continental.

### Estágio 3
O terceiro e último estágio evolutivo é marcado por eventos de convergência que levaram ao fechamento do oceano sideriano no Paleoproterozóico, oceano esse que separava os núcleos arqueanos dos paleocontinentes São Francisco e Congo. Tal fechamento, levou à colisão dos arcos magmáticos do Cinturão Mineiro e à subsequente deformação de suas rochas.
A evolução tectônica que levou à formação do Cinturão Mineiro apresenta semelhanças e correlações com outros ambientes orogênicos no Brasil e no mundo. Por exemplo, é possível estabelecer paralelos com o domínio orogênico do Leste da Bahia e com o complexo Kimezian, localizado no cráton Oeste-Congo.